# Chinese spoorkoekoek
De Chinese spoorkoekoek (Centropus sinensins) is een koekoek met een grote verspreiding in het Oriëntaals gebied. Net als de andere spoorkoekoeken is deze soort geen broedparasiet, maar bouwt zelf een nest en broedt de eigen eieren uit.

## Beschrijving
De Chinese spoorkoekoek is een grote koekoek. Deze soort wordt inclusief staart 53 centimeter. De vleugels zijn kastanjebruin met op de ondervleugels zwarte randen. De buik is zwart met een blauwe metaalglans. De snavel en de poten zijn zwart en de ogen rood. De Chinese spoorkoekoek lijkt sterk op de Bengaalse spoorkoekoek die in hetzelfde gebied voorkomt, maar de Bengaalse spoorkoekoek is kleiner (33 cm) en deze koekoek heeft buiten de broedtijd een gespikkeld uiterlijk.
Naast de nominaat die vooral in Zuid-Azië voorkomt, zijn er vier ondersoorten op de diverse eilanden in de Indische Archipel. Op de Andamaneilanden komt de bruine spoorkoekoek (C. andamanensis) voor, die vroeger als een ondersoort werd beschouwd.

## Verspreiding en leefgebied
De Chinese spoorkoekoek komt voor op het Indische Subcontinent, Zuid-China, Indochina, het schiereiland Malakka, Sumatra, Borneo, Java en het zuidwesten van de Filipijnen.
De soort telt zes ondersoorten:
- C. s. sinensis: van Pakistan via noordelijk India tot zuidoostelijk China.
- C. s. parroti: centraal en zuidelijk India en Sri Lanka.
- C. s. intermedius: van Bangladesh en Myanmar tot zuidelijk Thailand, Indochina en Malakka.
- C. s. bubutus: van de Grote Soenda-eilanden tot de zuidwestelijke Filipijnen.
- C. s. anonymus: de zuidelijke Filipijnen.
- C. s. kangeangensis: Kangean-eilanden in de Javazee.

Het is een algemene vogel van gebieden met struikgewas, secondair bos, ruige graslanden tot op een hoogte van 1200 m boven de zeespiegel en in mangrove.

## Status
De Chinese spoorkoekoek heeft een enorm groot verspreidingsgebied en daardoor alleen al is de kans op uitsterven uiterst gering. De grootte van de populatie is niet gekwantificeerd. Er is geen aanleiding te veronderstellen dat de soort in aantal achteruit gaat, daarom staat deze spoorkoekoek als niet bedreigd op de Rode Lijst van de IUCN.

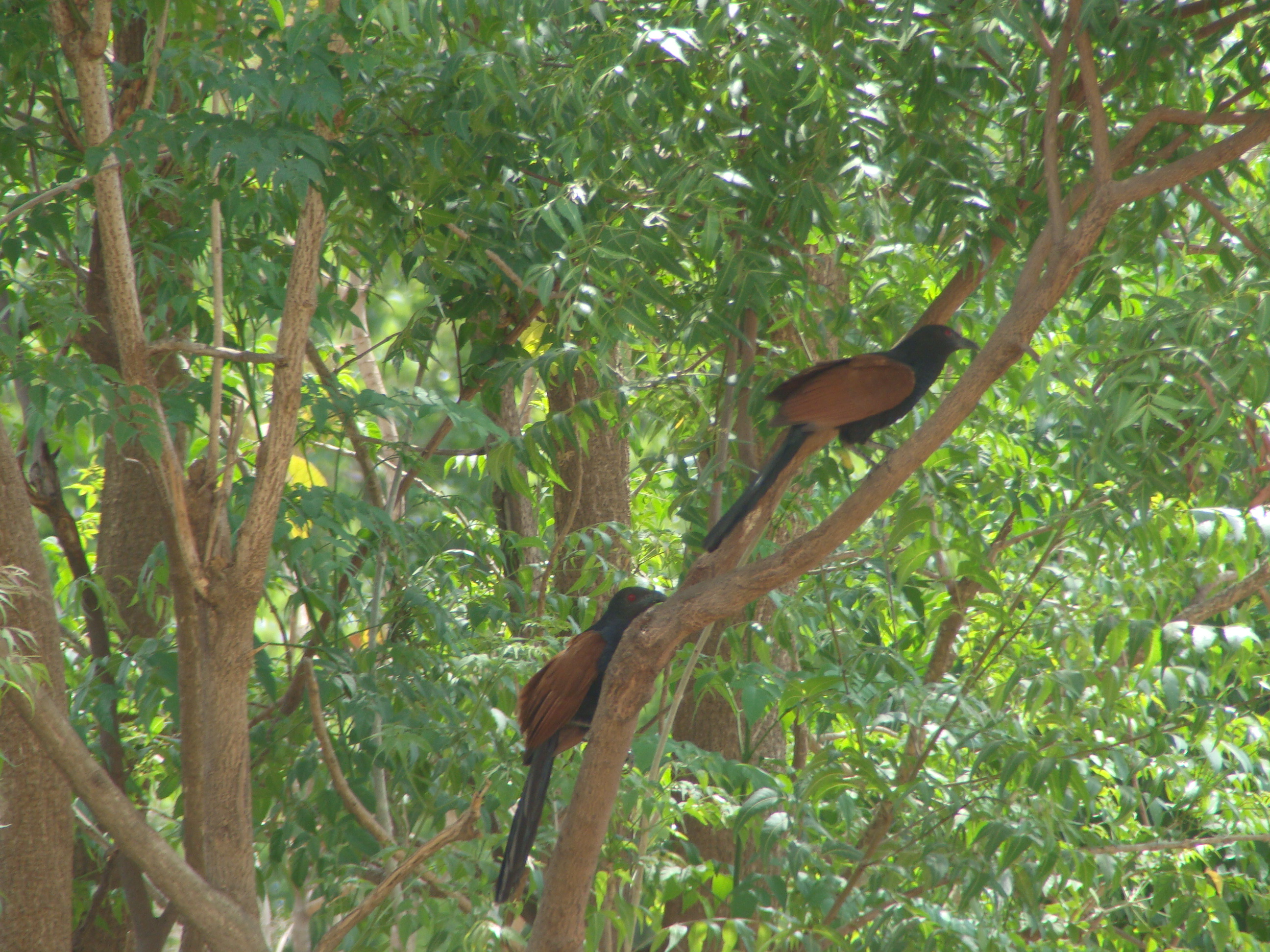
Paartje Chinese spoorkoekoeken